# Eduardo Monteiro
Eduardo Henrique Soares Monteiro (Rio de Janeiro, 1966) é um pianista de concerto brasileiro e professor universitário de piano. É considerado um dos expoentes do piano no Brasil, tendo verbetes dedicados a ele na Enciclopédia da música brasileira: erudita, folclórica e popular  e no Dicionário Biográfico de Música Erudita Brasileira. 

## Formação Musical
Aos nove anos de idade, Eduardo Monteiro inicia seus estudos de piano com Clélia Nunes Meirelles. Em 1977, aos onze anos, é admitido no curso técnico da Escola de Música da Universidade Federal do Rio de Janeiro (UFRJ). Nesta época figuraram entre suas primeira professoras Ziláh Moura Brito, Esther Naiberger e Myrian Dauelsberg. No início da década de 1980, participa do curso Alta interpretação pianística, e entra em contato com professores como Edson Elias e Luiz Henrique Senise.
Em 1987, graduou-se em Música pela Universidade Federal do Rio de Janeiro (UFRJ) obtendo o título de bacharel em piano e, em 1993 na mesma universidade, o de título de mestre em Instrumento de teclado com a dissertação Ensaio interpretativo sobre Ondine do Gaspard de la Nuit de Ravel, orientado por Myrian Dauelsberg.
Em 1996, foi um dos pianistas selecionados pela Fondazione Internazionale per il Pianoforte, no Lago de Como, Itália, para participar dos cursos de Alta interpretação pianística, que forem realizados em 1996 e 1997, com os professores Alexis Weissemberg, Leon Fleisher, Dmitri Bashkirov, Fou Ts'ong, Karl-Ulrich Schnabel, Rosalyn Turek, Charles Rosen e Moura Lympany.
Em 2000 defendeu sua tese de doutorado em História da música e musicologia na Sorbonne, orientado por Louis Jambou com a tese Henrique Oswald (1852-1931): un compositeur brésilien au-délà du nationalisme musical: l'exemple de sa musique de chambre avec piano, sobre a música de câmara com piano do compositor brasileiro Henrique Oswald. Continuou seus estudos na New England Conservatory of Music (NEC), Estados Unidos, com Wha Kyung Byun.
Em 2009 defendeu tese de livre-docência, Escola de Comunicações e Artes (ECA) da Universidade de São Paulo (USP), com o título Edição crítica do quintetto op. 18 de Henrique Oswald.

## Carreira
É professor no Departamento de Música da ECA/USP desde 2002, onde desenvolve trabalho de formação com jovens pianistas e orienta pesquisas na área de interpretação pianística e música brasileira em geral. Entre seus alunos está Cristian Budu, que aos 25 anos venceu uma das mais importantes competições de piano, o concurso internacional Clara Haskil na Suíça.
Desde 2021 é vice-diretor da ECA-USP, onde também foi diretor entre os anos no período de 2017 a 2020.
Monteiro foi solista das principais orquestras do Brasil e do exterior sob a regência de maestros como:
- Yuri Temirkanov e Mariss Jansons - Orquestra Filarmônica de São Petersburgo;
- Dimitri Kitayenko - Orquestra Filarmônica de Moscou;
- Asher Fisch - Orquestra Filarmônica de Munique;
- Philippe Entremont - Orquestra de Câmara de Viena;
- Arnold Katz - Orquestra Sinfônica de Novosibirsk;
- Sergiu Comissiona - Orquestra da Rádio e Televisão Espanhola;
- Isaac Karabtchewsky, Emil Tabakov e Roberto Tibiriçá - Orquestra Sinfônica Brasileira - OSB;
- Eleazar de Carvalho - Orquestra Sinfônica do Estado de São Paulo - Osesp;
- Kees Bakels - Orquestra Sinfônica Nacional da Irlanda;
- Ralf Weikert - Orquestra Filarmônica de Bremen;
- Walter Gillesen - Orquestra Sinfônica da Westfalia, dentre outros.[15][16]

Dentre seus recitais solo constam apresentações no Teatro Municipal de Niterói, em comemoração aos 100 anos de fundação do Instituto Vital Brazil (2019), Charleston Academy of Music (2015), Opera House da Universidade de Houston (2012), Grande Sala do Conservatório Tchaikovsky de Moscou (2007) Wigmore Hall de Londres (2003 e 2007), Sala Verdi de Milão (1994), entre outros.
Participou de festivais como o Festival Internacional de Inverno de Campos do Jordão, o Texas Music Festival e o Rio Folle Journée, tendo realizado o concerto de abertura nestes dois últimos.    
Em 2007, criou e dirigiu a série de recitais Piano Solo, promovendo encontro de solistas consagrados com jovens talentos que se apresentaram na abertura de cada concerto, os quais foram realizados na Sala Cecília Meireles (Rio de Janeiro), e na Sala Promon e Teatro Municipal, ambos em São Paulo. Desde de 2011 faz parte do conselho editorial da Revista Música.
Em 2013 foi produtor e apresentador do programa A linguagem pianística no período clássico, transmitido pela Rádio Cultura FM de São Paulo, que  discutia aspectos da linguagem musical do repertório composto para piano no período clássico, especialmente por Haydn, Mozart e Beethoven.

## Discografia
Em 2005 gravou seu primeiro CD Eduardo Monteiro - piano, registro do recital realizado no Teatro Cultura Artística de São Paulo, em comemoração aos dez anos da Revista Concerto.
Seu CD Piano music of Brazil, gravado pelo selo inglês Meridian Records, foi lançado em recital no Wigmore Hall (Londres) em 2007. Bem recebido pela crítica especializada nacional e internacional, o CD inclui uma seleção de obras para piano de diversos períodos e estilos trazendo um panorama da produção de música erudita brasileira para piano no século XX.
Sob a regência de André Cardoso e acompanhado pela Orquestra Sinfônica da Escola de música da UFRJ gravou, em 2003, o CD Leopoldo Miguez e Henrique Oswald, lançado pela Fundação Universitária José Bonifácio. Nesta obra, Eduardo Monteiro interpreta o Andante com Variações para piano e orquestra, de Henrique Oswald. Em 2013, gravou outro CD dedicado à obra de música de câmara de Henrique Oswald, com a colaboração do Ensemble São Paulo. Segundo Eduardo Monteiro, este álbum reúne algumas das peças mais significativas da obra camerística de Henrique Oswald.
Em 2010, participou da série Piano: uma história de 300 anos, lançada em DVD pelo selo SESC, no ano seguinte.
É um notável intérprete do compositor Almeida Prado, que lhe dedicou sua Balada nº4. Sua gravação das Cartas Celestes Vol.1 (2000) de Prado foi difundida na Rádio Cultura em homenagem à morte do compositor em 2010.

## Prêmios
- 2005 - 10º Prêmio Carlos Gomes, Melhor Pianista.[39][40]
- 2004 - 9º Prêmio Carlos Gomes, categoria Revelação.[41]
- 1996 - Prêmio Ben Goldberg - VIII Concurso internacional de piano UNISA, Pretória, África do Sul.
- 1992 - 3º lugar (Prêmio de finalista) - XI Paloma O’Shea Santander International Piano Competition.[42]
- 1991 - 3º lugar no Concurso Internacional de Piano de Dublin, Irlanda.[6]
- 1989 - 1o lugar no III Concurso Internacional de Piano de Colônia, Alemanha.[15]
- 1989 - Prêmio Kawai - Melhor Intérprete de Beethoven (III Concurso Internacional de Piano de Colônia, Alemanha).[7]